# Juan Manuel Fernández Martínez
Juan Manuel Fernández Martínez (Barquisimeto, Venezuela) es un magistrado y profesor español. Desde el 26 de febrero de 2025 es el presidente de la Audiencia Nacional de España.

## Biografía
Nacido en Barquisimeto, Venezuela en el año 1958, se trasladó a Galicia en 1962. En 1975 se trasladó a Pamplona para estudiar Derecho a la Universidad de Navarra, en donde se licenció en 1980.

### Carrera judicial
Supera la oposición a la carrera judicial en 1984, ingresando en la misma con categoría de juez en 1985, teniendo como primer destino el Juzgado de Distrito de Betanzos.
En 1986 asciende a la categoría de Magistrado, siendo destinado al Juzgado de Distrito número 2 de Pamplona. Es elegido por Junta de Jueces de Pamplona como Decano de los Juzgados de esta capital en 1992, ocupando en este momento el Juzgado de Instrucción número 1 de Pamplona. Posteriormente obtiene la plaza de Magistrado de la Sección Tercera, civil y penal, de la Audiencia Provincial de Navarra por concurso en 1995. A propuesta del Pleno del Consejo General del Poder Judicial (CGPJ) es nombrado en los años 2004 y 2009 Presidente del Tribunal Superior de Justicia de Navarra.
El 29 de noviembre de 2013 fue nombrado vocal del Consejo General del Poder Judicial (CGPJ) a propuesta del Senado. Al conformar parte de la Comisión Permanente del CGPJ pasó el 26 de diciembre de 2013 a la situación de servicios especiales en la carrera judicial, ello hasta el 23 de septiembre de 2014 que al dejar de formar parte de tal comisión comienza a compatibilizar su cargo como vocal con funciones jurisdiccionales quedando adscrito a la sala a la que antes pertenecía, la Sala de lo Civil y Penal del Tribunal Superior de Justicia de Navarra.  En febrero de 2018 vuelve a quedar nombrado como miembro de la Comisión Permanente del CGPJ, volviendo por tanto a ejercer en exclusiva como vocal. Cesa como vocal del CGPJ con el nombramiento del nuevo consejo en julio de 2024. Durante su desempeño como vocal del CGPJ obtiene plaza definitiva como magistrado de Tribunal Superior de Justicia de Navarra en 2019, a la que regresa a su cese como vocal.
Asimismo, el 25 de marzo de 2025 es nombrado Presidente de la Audiencia Nacional, cargo que actualmente desempeña hasta el 2030 o hasta su jubilación forzosa como magistrado, que se producirá al cumplir 70 años en 2028 o 72 en el 2030 ello según el artículo 386 de la Ley Orgánica del Poder Judicial.

### Docente
Es profesor colaborador de la Universidad de Navarra en el Departamento de Derecho privado, internacional y de la empresa.